# Мельхиор, Лауриц
Ла́уриц Ле́брехт Хо́ммель Ме́льхиор (дат. Lauritz Lebrecht Hommel Melchior; 20 марта 1890, Копенгаген, Дания — 18 марта 1973, Санта-Моника, США) — датский оперный певец (драматический тенор). Вошёл в историю музыки как эталон вагнеровского, или героического тенора (heldentenor). С начала 1930-х жил и работал в США, в 1947 году получил американское гражданство. За четверть века (до ухода со сцены в 1950 году) появлялся в вагнеровских ролях на сцене Метрополитен-оперы 519 раз.

## Биография
Родился в семье директора школы. В детстве пел в церковном хоре. Учился в Королевской оперной школе в Копенгагене. В 1913 году дебютировал как баритон, исполнив партию Сильвио в опере «Паяцы». Известна его граммофонная запись 1913 года. 
После продолжения обучения в течение четырёх лет стал тенором. В 1918 году Мельхиор исполнил свою первую большую вагнеровскую партию — заглавную роль в «Тангейзере». До 1921 года он оставался членом труппы Копенгагенской Королевской оперы, часто выступал там и впоследствии. В 1921-23 годах обучался в Лондоне, Берлине и Мюнхене (у Анны Бар-Мильденбург). 
Певец регулярно выступал в лондонском театре «Ковент-Гарден» (1924-39) и на Байрёйтском фестивале (1924-31), с руководителем которого Зигфридом Вагнером его связывала искренняя дружба. В 1925 году он впервые выступил в Венской опере. В 1925—1939 годах был постоянным гостем в Берлинской Государственной опере. Однако основным местом его работы с начала 1930-х была нью-йоркская Метрополитен-опера (где он дебютировал в 1926 году). 
Время от времени Мельхиор гастролировал в Париже, Брюсселе, Чикаго, Сан-Франциско, Буэнос-Айресе и других городах. Часто его партнёршами на сцене были Кирстен Флагстад и Фрида Ляйдер, а основным соперником считался Макс Лоренц (работавший, правда, в Европе). 
В 60 лет оставил оперную сцену. Снимался в голливудских мюзиклах, до весьма почтенного возраста давал концерты, делал записи. В июне 1957 года в калифорнийский особняк Мельхиора ворвались грабители, которые, связав пожилого певца и его супругу, похитили ценностей на сумму $ 100 000. Умер в Санта-Монике на 83-м году жизни, похоронен на кладбище Ассистенс в Копенгагене.
Его сын Иб Мельхиор (1917-2015) был писателем, сценаристом и режиссёром. Известен в числе прочего тем, что на протяжении нескольких десятилетий пытался добиться от властей ГДР возвращения принадлежавшего его отцу до Второй мировой войны имения Chossewitz в Лузации.

## Творчество
Помимо героических теноровых партиях у Вагнера, репертуар Мельхиора включал партии Отелло в одноименной опере, Радамеса в «Аиде» Джузеппе Верди и Флорестана в «Фиделио» Бетховена. Его сильный голос с баритональной окраской и блестящими верхними нотами вкупе с драматизмом исполнения позволили ему обрести славу идеального героического тенора.